# MySQL
MySQL /maɪɛskjuːˈɛl/ – wolnodostępny, otwartoźródłowy system zarządzania relacyjnymi bazami danych.
MySQL rozwijany jest przez firmę Oracle. Wcześniej przez większość czasu jego tworzeniem zajmowała się szwedzka firma MySQL AB. MySQL AB została kupiona 16 stycznia 2008 roku przez Sun Microsystems, a ten 27 stycznia 2010 roku przez Oracle. W międzyczasie Monty Widenius (współtwórca MySQL) stworzył MariaDB – forka (alternatywną wersję) opartego na licencji GPL. MariaDB jest oparta na tym samym kodzie bazowym co MySQL i dąży do utrzymania kompatybilności z jej poprzednimi wersjami.

## Najważniejsze cechy MySQL
MySQL był pisany raczej z myślą o szybkości niż kompatybilności ze standardem SQL – przez dłuższy czas MySQL nie obsługiwał nawet transakcji, co było zresztą głównym argumentem przeciwników tego projektu. MySQL obsługuje większą część obecnego standardu ANSI/ISO SQL (tj. SQL:2003). Wprowadza również swoje rozszerzenia i nowe elementy języka.
W wersji 5 dodano m.in.:
- procedury składowane (ang. stored procedures) – obecne od wersji 5.0,
- wyzwalacze (ang. triggers) – obecne od wersji 5.0.2
- widoki
- kursory – obecne od wersji 5.1
- partycjonowanie tabel – od wersji 5.1
- harmonogram zadań – od wersji 5.2

co zbliża najnowsze wersje MySQL do PostgreSQL pod względem funkcjonalności.
MySQL zawiera wsparcie dla replikacji bazy danych (w trybie master-slave i master-master) i wielojęzyczności – każda tabela i kolumna może mieć własne ustawienie kodowania znaków.
W wersji 5.6 wprowadzono kilka istotnych zmian poprawiających skalowalność i niezawodność środowiska oraz wprowadzających nowatorskie rozwiązania, np.:
- semi-synchroniczna replikacja[8]
- replikacja wielowątkowa
- rozbudowane możliwości monitorowania przez tzw. PERFORMANCE_SCHEMA
- interfejs API typu NoSQL z wykorzystaniem memcached[9]

## Platformy, dla których dostępny jest MySQL
Serwer MySQL dostępny jest dla wszystkich popularnych platform systemowych i różnorakich architektur procesorów. Jest dostępny także w wersji źródłowej, co umożliwia skompilowanie go dla dowolnej innej platformy.
Oficjalnie oferowane są wersje binarne dla następujących platform i architektur (MySQL 4.1):
- Linux (x86, S/390, IA64 (Itanium), Alpha, PowerPC, AMD64 / EM64T),
- Windows (x86, x64),
- Solaris (SPARC, x86),
- FreeBSD (x86),
- MacOS X,
- HP-UX (PA-RISC IA64),
- AIX (RS6000),
- i5/OS (IBM System I),
- QNX (x86),
- Novell NetWare (x86),
- SGI,
- DEC OSF.

Według informacji z dokumentacji serwera, MySQL można skompilować również dla platform: Amiga, BSDI, Digital Unix, NetBSD, OpenBSD, OS/2 Warp, SCO OpenServer, SCO UnixWare, SunOS, Tru64 Unix.
Podobnie jak serwer również biblioteki klienckie MySQL, umożliwiające korzystanie z tego serwera bazodanowego z poziomu aplikacji, dostępne są dla wielu platform i języków programowania – m.in. dla C, C++, Delphi, czy PHP.

## Rodzaje obsługiwanych mechanizmów bazodanowych
MySQL oferuje różne typy mechanizmów bazodanowych, z których każdy typ przeznaczony jest do innego zastosowania. Są to między innymi:
- MyISAM – (aż do wersji 5.5 domyślny) mechanizm, który nie obsługuje transakcji ani nawet kluczy obcych, umożliwia natomiast (w odróżnieniu od pozostałych typów) wyszukiwanie pełnotekstowe.
- MEMORY (do wersji 4.1 – HEAP) – najszybszy, gdyż wszystko jest przechowywane wyłącznie w pamięci RAM. Ma jednak kilka ograniczeń, między innymi nie przechowuje danych po wyłączeniu serwera MySQL.
- InnoDB – (od wersji 5.5 domyślny[10]) jeden z najczęściej stosowanych mechanizmów, obsługuje transakcje, zakładanie blokad na poziomie wierszy, klucze obce.
- BerkeleyDB – obsługuje transakcje, jak dotychczas nie w pełni zintegrowany z MySQL.
- MERGE – umożliwia łączenie tabel MyISAM.
- FEDERATED – umożliwia tworzenie rozproszonych baz danych.
- CSV – przechowuje dane w standardowych plikach CSV.
- ARCHIVE – (od wersji 4.1) przechowuje dane w spakowanych archiwach. Umożliwia wyłącznie dodawanie i pobieranie rekordów.
- PBXT[11] – mechanizm opracowany przez firmę zewnętrzną, dostępny jako plugin, zbliżony działaniem do PostgreSQL

Ponadto MySQL umożliwia (od wersji 5) korzystanie z tzw. mechanizmów dostarczanych przez niezależnych producentów, które mogą oferować rozszerzoną w stosunku do domyślnych funkcjonalność lub wydajność.

## Licencjonowanie
MySQL jest dostępny na licencji GPL, jednakże można nabyć również wersje licencjonowane komercyjnie.
Biblioteki klienckie są również dostępne na licencji GPL lub komercyjnej. Istnieje wymóg nabycia licencji komercyjnej jeśli zamierzamy dystrybuować aplikację komercyjną (niezgodną z licencją GPL), wraz ze zintegrowaną bazą MySQL.
Zmiana licencji nastąpiła od wersji 4.1 (i późniejszych) i była jednym z powodów rezygnacji w PHP z domyślnie włączonej obsługi MySQL na rzecz SQLite (oczywiście obsługę MySQL można samemu w PHP włączyć).

## Zastosowanie
Wraz z serwerem Apache i parserem PHP zaimplementowanymi na platformie Linux stanowi popularne środowisko serwerowe – LAMP.

## Narzędzia administracyjne
- MySQL Workbench – narzędzie stworzone przez twórców MySQL
- phpMyAdmin – za pomocą przeglądarki internetowej
- HeidiSQL – zdalnie, bezpośrednio do bazy
- MySQL Query Browser